# SN 2006dg
SN 2006dg – supernowa typu Ic odkryta 17 czerwca 2006 roku w galaktyce IC1508. W momencie odkrycia miała maksymalną jasność 18,30m.